# Bååth
Bååth (även Baad, Bad, Baadh, Bat, Bath, Baath, Baat, Boodh, Booth, Bååt och Båth), är en gammal och ursprungligen adlig släkt med rötter i Skåne, eventuellt besläktad med den svenska adliga ätten Bååt. 
Vapen: Ingvar Aagesen Baad förde en röd båt på vitt fält

## Historia
Bland släktens äldsta kända medlemmar märks Magnus Baad som var landsdomaren i Skåne i början av 1400-talet. En gren av släkten var på 1600-talet verksamma som bönder på Söderslätt i Skåne. En av dessa var bonden Peder Baad i Västra Värlinge, Bodarp, som hade sonen Olof Pedersson Bååth (c.1623-1688) i Sjörup, Västra Alstad. Han var far till Jöns Olofsson Båth (c.1667-1725), som blev handelsman och rådman i Ystad och anfader till släktens mest kända medlemmar, författarna Albert Ulrik Bååth och Cecilia Bååth-Holmberg. Den sistnämnda skrev den svenska översättningen till den danska psalmen Härlig är Jorden. Olof Pedersson Bååth var också far till Peder Olofsson Baad (c.1679-1752) som blev järnhandlare i Köpenhamn och stamfar för den danska släktgrenen som grundade och drev firman Baadh & Winthers. 

## Medlemmar av Ystadsgrenen

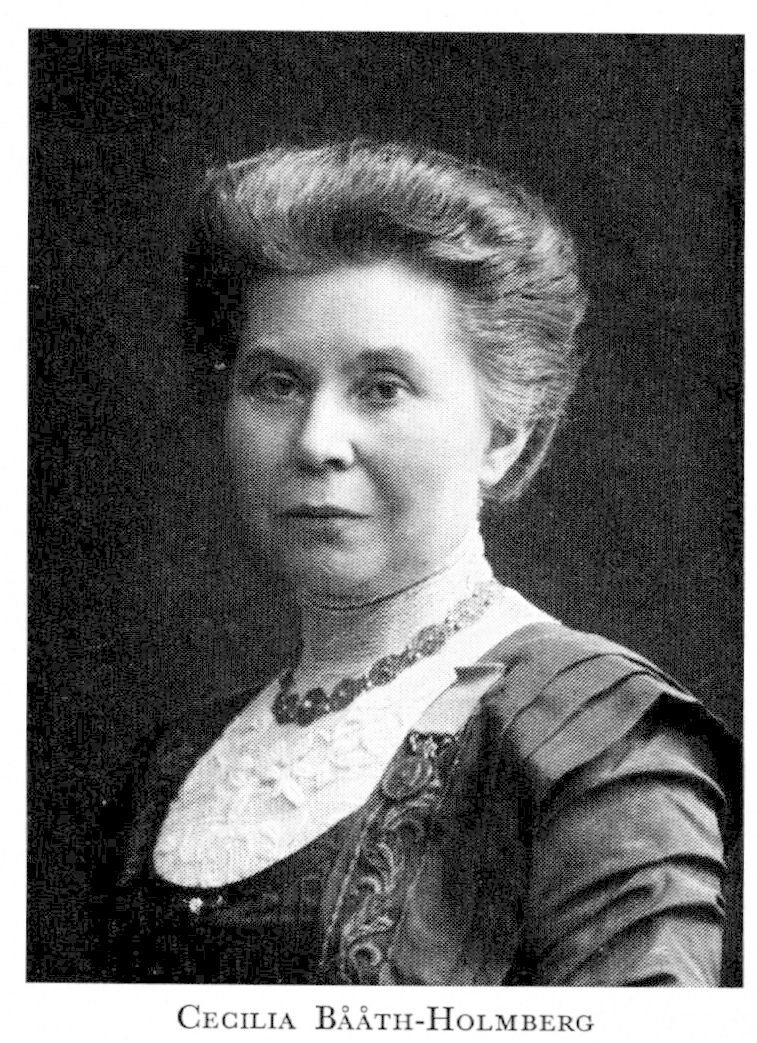
Cecilia Bååth-Holmberg.

- Jöns Olofsson Båth (c.1667-1725), handelsman och rådman i Ystad
  - Olof Bååth (1711-1782), handelsman och rådman i Ystad, son till Jöns Olofsson Båth
    - Jöns Bååth (1734-1765), handelsman i Ystad, son till Olof Bååth
      - Gustav Adolf Båth (1762-1827), kyrkoherde i Knästorp, son till Jöns Bååth

    - Peter Båth (1736-1817), tullförvaltare i Norrköping, son till Olof Bååth
      - Johan Ludvig Båth (1766-), fransk pirat, son till Peter Båth

    - Martin Bååth (1741-1820), kyrkoherde i Hästveda, son till Olof Bååth
      - Johan Olof Bååth (1776-1857), häradshövding, son till Martin Bååth
        - Ture Martin Bååth, (1822-1888), justitierådman i Norrköping, son till Johan Olof Bååth
          - Johan Fredrik Bååth (1870-1953), borgmästare i Helsingborg, son till Ture Martin Bååth

        - Johan Ludvig Bååth (1827-1912), jurist, häradshövding i Kinnefjärdings härad, son till Johan Olof Bååth
          - Ludvig Magnus Bååth (1874-1960), arkivman, son till Johan Ludvig Bååth

      - Jöns Magnus Bååth (1786-1843), köpman i Malmö, son till Martin Bååth
        - Lorentz Andreas Bååth (1816-1872), kyrkoherde i Hammarlöv och Västra Vemmerlöv, son till Jöns Magnus Bååth
          - Albert Ulrik Bååth (1853-1912), författare, son till Lorentz Andreas Bååth
            - Hilding Teodor Bååth (1900-1980), gymnastikdirektör och konstnär i Växjö, son till Albert Ulrik Bååth

          - Cecilia Bååth-Holmberg (1857-1920), författare, dotter till Lorentz Andreas Bååth

        - Nils Tomas Bååth (1819-), apotekare i Arecibo, Puerto Rico, son till Jöns Magnus Bååth

## Medlemmar av den danska grenen

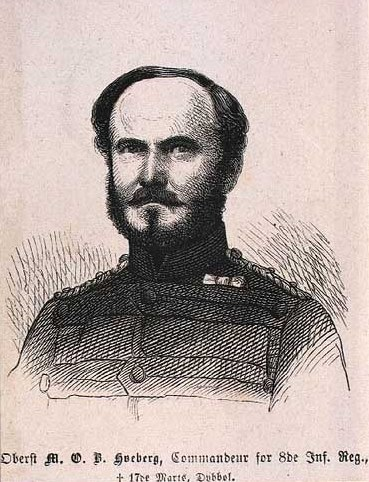
Magnus Olaus Baadh Hveberg

- Peder Olofsson Baadh (c.1679-1752), järnhandlare i Köpenhamn
  - Octavius Hoffmann Baadh (1728-1800), järnhandlare och sockerhandlare i Köpenhamn, son till Peder Olofsson Baadh
  - Olaus Baadh (1731-1806), bryggare och rådman i Köpenhamn, son till Peder Olofsson Baadh
    - Peter Nicolai Baadh (1770-1805), järnhandlare i Köpenhamn, son till Olaus Baadh
    - Engelcke Catharina Maria Baadh (1774-1825), dotter till Olaus Baadh 
      - Magnus Olaus Baadh Hveberg (1806-1864), dansk överste och Riddare av Dannebrogen, son till Engelcke Catharina Maria Baadh

## Andra ättlingar till Olof Pedersson Bååth
- Truls Hansson Bååth (1853-1933), lantbrukare i Östra Värlinge, Hammarlöv, sonsonsonsonsonson till Olof Pedersson Bååth
  - Elin Maria (Maja) Bååth (1883-1984), konstnär och lärare vid Rostads folkskoleseminarium i Kalmar, dotter till Truls Hansson Bååth
  - Bertha Viktoria Bååth (1888-1964), vävkonstnär och vävlärare vid Skurups Folkhögskola, dotter till Truls Hansson Bååth
- Nils Andersson Båth (1856–1929), bagare i Karlskrona, sonsonsonsonsonsonson till Olof Pedersson Bååth
  - Ester Båth (1897–1950), filantrop, dotter till Nils Andersson Båth

## Andra personer med efternamnet Båth/Bååth

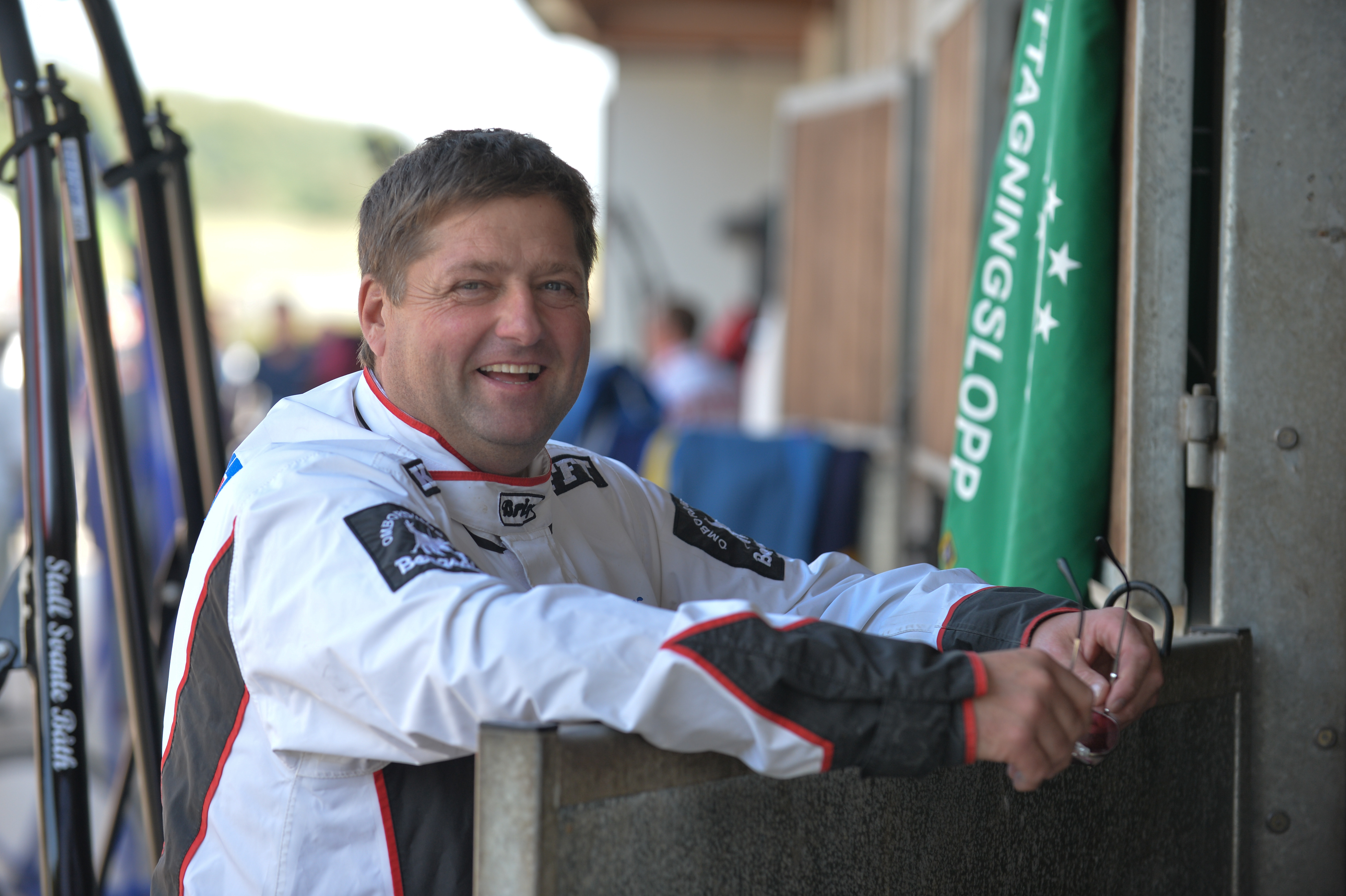
Svante Båth

- Reinhold Bååth, byggmästare i Bollnäs
  - Carl Fredrik Bååth (1882-1951), ingenjör och arkitekt i Bollnäs, son till Reinhold Bååth
- Karl Ludvig Båth (1867-1951), Katrineholm
  - Markus Båth (1916-2000), meteorolog och seismolog i Uppsala, son till Karl Ludvig Båth
- Torbjörn Båth (1945-), företagsledare
- Greger Bååth (1950-), generaldirektör för Specialskolemyndigheten
- Svante Båth (1964-), travtränare vid Solvalla
- Malin Jacobson Båth (1966-), journalist i Stockholm
- Anders Bååth (1991-), fotbollsspelare i Seinäjoen Jalkapallokerho
- Carl August Elias Båth (1987-), konstnär i Uppsala